# Pic de Garses

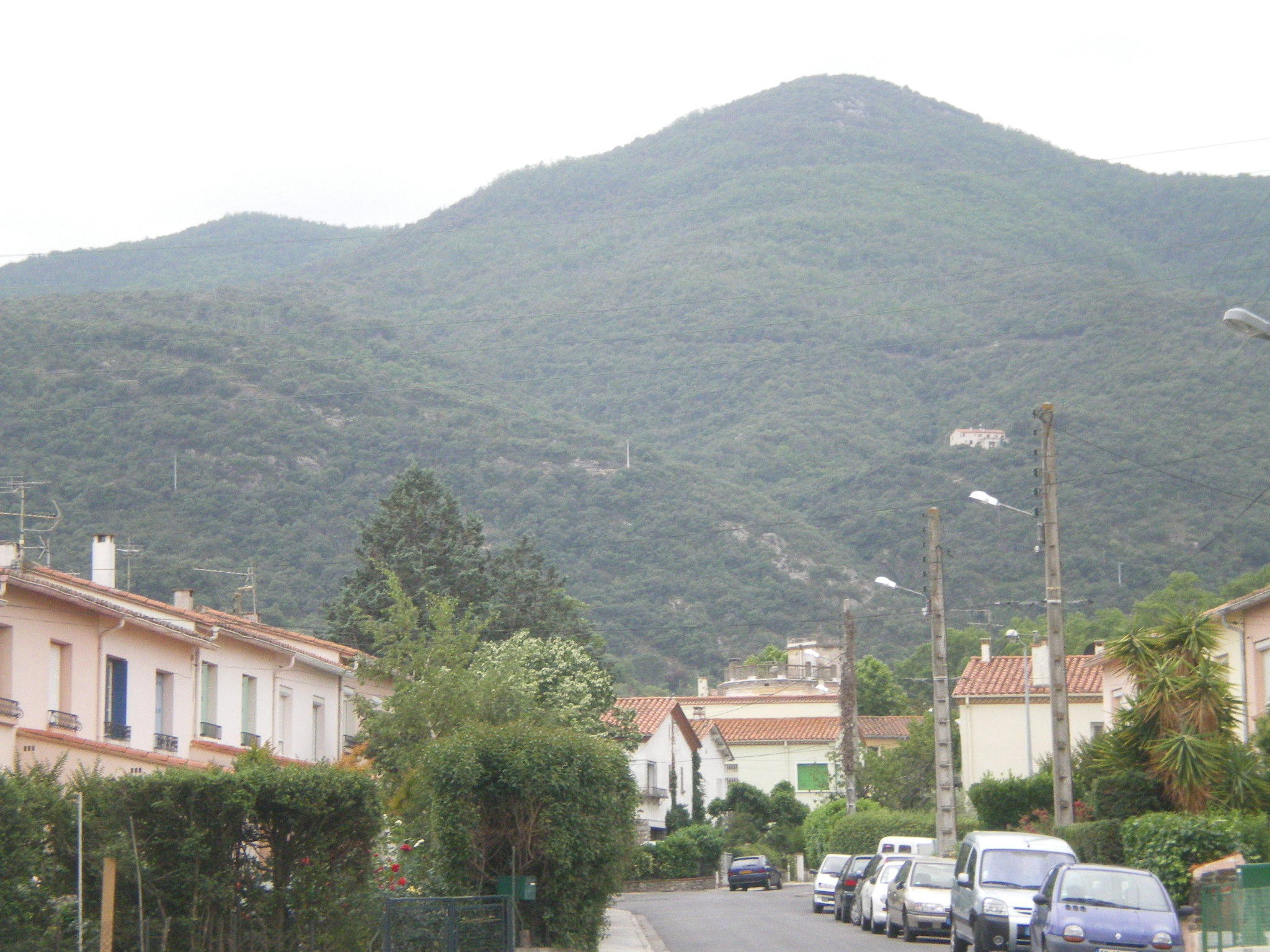
El Pic de Garses, des de Ceret

El Pic de Garses és una muntanya de 671 metres d'altitud del terme comunal de Ceret, a la comarca del Vallespir, a la Catalunya del Nord.
Està situat a prop al sud-oest de la vila de Ceret, a llevant del Mas de la Maura i a ponent del Mas d'en Blasi.